# 柯波帝：冷血告白
是一部關於杜鲁门·卡波特的傳記電影，導演是班奈特·米勒。電影描述杜鲁门·卡波特撰寫報導文學《冷血》（In Cold Blood）期間的事情，改編自傑若·克拉克的同名傳記《柯波帝》（Capote）。
本片2005年9月30日發行，那天正是杜鲁门·卡波特81歲冥誕。電影亦是2006年第78屆奧斯卡金像獎得獎影片，菲利普·西摩·霍夫曼因飾演楚門·柯波帝而榮獲最佳男主角。

## 製作
影片大多是2004年秋天在加拿大曼尼托巴省拍攝。

## 主要獲獎記錄
- 2006年 奧斯卡金像獎最佳男主角
- 2006年 金球獎劇情類最佳男主角
- 2005年 衛星獎劇情類最佳男主角
- 2005年 美國演員公會獎最佳男主角
- 2005年 英國電影學院獎最佳男主角

## 電影鬧雙胞
《柯波帝：冷血告白》和《聲名狼藉》同樣是處理美國作家楚門·柯波帝撰寫《冷血》小說時的經歷，為避其纓，直到《柯波帝：冷血告白》首映一年過去了，《聲名狼藉》才得以順利上映。電影評論家大衛·湯森曾在英國《獨立報》上細數兩片差別：
|  | 那麼兩片差別何在？首先，《聲名狼藉》導演道格拉斯·麥格拉斯是自編自導的，他曾和伍迪·艾倫合作過《百老匯上空子彈》，也編導過《艾瑪姑娘要出嫁》（Emma）和《少爺返鄉》（Nicholas Nickleby）。他一一列出柯波帝在曼哈頓的友人，柯波帝贏得這些人的崇拜，卻從未贏得信任，這群友人包括哥倫比亞廣播公司老闆比爾·帕利的妻子，服裝收藏家貝比·帕利，由雪歌妮·薇佛飾演。時尚雜誌編輯黛安娜·維蓮，由茱麗葉·史蒂芬森飾演。曾經嫁予大導演霍華·霍克斯和電影大亨利蘭·海華的斯琳·凱斯，由琥珀·戴維絲飾演。以及出版家班奈特·塞爾夫，由彼得·波丹諾維茲飾演。客串陣容完美呈現出柯波帝撰寫《冷血》前的早年生活，既是文化現象的先驅，也是。 其它值得一看的還有開場戲，柯波帝和貝比·帕利1959年在摩洛哥夜總會聆聽歌手凱蒂·狄恩現場演唱（由葛妮絲·派特洛飾演），她臨場跳針，開始結巴，崩潰之後又慢慢復原，最後唱完這首歌。這場戲是我見過派特洛最好的表演，而我們由此也能看出本片用了多少事件作為電影的原型。 |